# カロルG
カロルG（KAROL G、本名：Carolina Giraldo Navarro、1991年2月14日 - ） は、コロンビアのシンガーソングライター。 主にレゲトン、ラテン・トラップアーティストとして記述されているが、レゲエやブラジルのセルタネージャを含む様々なジャンルにも足を踏み入れている。また、レゲエトン・シーンにおける女性としての突出した存在としても注目されており、2018年にはラテン・グラミー賞の最優秀新人アーティスト賞を受賞。他にもビルボード・ラテン・ミュージック・アワードやプレミオス・ロ・ヌエストロにも複数ノミネートされている。
メデジンで生まれ育ったカロルGは、10代の頃にオーディション番組『Xファクター』のコロンビアのスピンオフに出演し、自身のキャリアをスタート。2014年、音楽業界について学ぶためにニューヨークへ移り、ユニバーサル ミュージック ラティーノと契約を結ぶ。プエルトリコの歌手/ラッパー、バッド・バニーとのコラボ曲「Ahora Me Llama」で一躍有名となり、同曲は2017年にリリースされたの彼女のデビュー・アルバム『Unstoppable』のリード・シングルとなった。 2018年後半、アヌエルAAとのコラボ曲「Secreto」のミュージック・ビデオで二人は交際を明かし、南米でヒットを記録。
2019年7月、アヌエルAA、 J・バルヴィン、ダディー・ヤンキー、オズナと共同で楽曲「China」をリリース。カロルGにとって初のYouTube再生回数10億回を記録したミュージック・ビデオとなった。 2019年5月、アルバム『Ocean』をリリース。国際的な成功を収めた米ラッパー、ニッキー・ミナージュとのコラボ曲「Tusa」は RIAAから21xラテンプラチナ認定を受け、ビルボードのホット・ラテン・ソングチャートに25週間もの間チャートイン。カロルGは2020年のラテン・グラミー賞にて4部門ノミネートされた。2024年8月には「Fortnite」内の「FORTNITE FESTIVAL 」にて約3ヶ月のコラボを果たした

## 来歴

### 2007-2016：初期のキャリア
2007年の「En La Playa」、2008年の「Por Ti」、2009年の「Dime Que Si」、2010年の「Mil Maneras」など、散発的にシングルをレコーディングし、リリース。コロンビアの大学で音楽を学び、在学中はレゲトンシンガーのレイコンを含むアーティストのバックアップとして活動。 その後まもなく、レコード会社との契約を試みるが、女性がレゲトンのジャンルで成功しないことを恐れ、レーベルは彼女との契約を拒否。 
カロルGは父親と共に、コロンビアの大学、クラブ、フェスティバルでツアーすることを決意。 これらのツアーを通じて知名度が高まり、2013年には楽曲「Amor de Dos」でニッキー・ジャムとのコラボレーションを果たす。カロルGは2014年にニューヨークへ引っ越し、音楽経営学の授業を受講。音楽業界について学ぶきっかけとなり、彼女のキャリアを促進するモチベーションに繋がった。 その後、2014年リリースのダンスホール楽曲「Ricos Besos」はコロンビアでヒットを記録し、  2016年にUniversal Music Latinoと契約を結んだ。  

### 2017-18：画期的な成功と『Unstoppable』

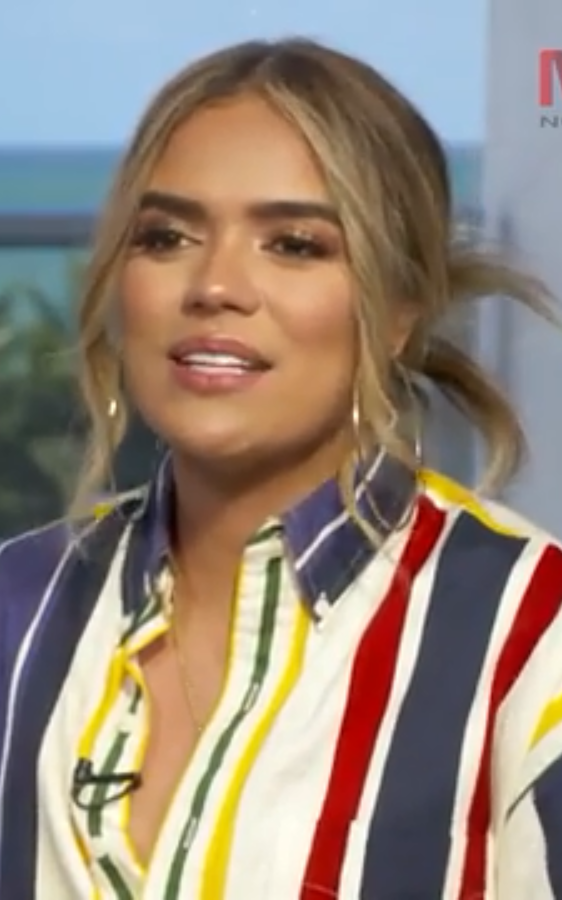
2018年10月のカロルG

2017年1月、カロルGはスペイン語リアリティ・タレントショー 『Pequeños Gigantes USA』に審査員として参加し、出演する6〜11歳の子供たちにアドバイスを提供た。 
同年5月、プエルトリコのトラップアーティスト、バッド・バニーとのコラボ曲「Ahora Me Llama」をリリース。   楽曲のミュージック・ビデオはYouTubeで7億5600万回以上再生され、ビルボードのホット・ラテン・ソングチャートで10位を記録した。 
「Ahora Me Llama」は2017年10月にリリースされたカロルGのデビュー・アルバム『Unstoppable』の先行シングルとなり、アルバムはビルボードのトップ・ラテン・アルバムチャートで初登場2位を獲得した。  2018年3月、ビルボード・ラテン・ミュージック・アワードのトップ女性アーティスト賞を受賞。  2018年後半、プエルトリコのラッパー、アヌエルAAをフィーチャーしたシングル「Culpables」と「Mi Cama」をリリース。  「Culpables」はビルボード・ホット・ラテン・ソングチャートで8位を記録し、J.バルヴィンとニッキー・ジャムをフィーチャーした「Mi Cama」のリミックス・ヴァージョンは同チャートで6位を記録した。 

### 2019–現在：『Ocean』

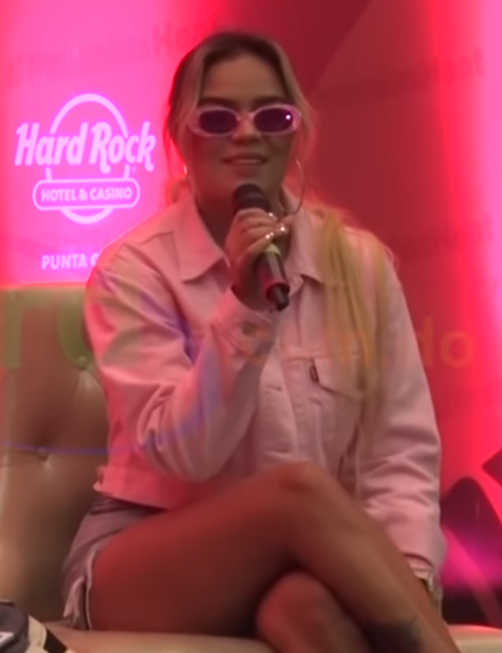
ドミニカ共和国のプンタカナのカロルG（2019年）

2019年1月、プエルトリコのラッパー、アヌエルAAとのシングル「Secreto」をリリースし、楽曲のミュージック・ビデオで二人の交際を明かした。 楽曲は全米シングルチャートで68位を、全米ホット・ラテン・ソングチャートで5位を記録。  2019年5月3日、セカンド・アルバム『Ocean』をリリース。同作はスペインのテネリフェ島のビーチでの体験にインスピレーションを受けており、カロルGはアルバムのさらなるインスピレーションを求めタークス・カイコス諸島とセント・マーチン島のビーチも訪れた。 
2019年7月、カロルGはアヌエルAA、ダディー・ヤンキー、オズナ、 J.バルヴィンとのコラボ曲「China」に参加。ビルボードのホット・ラテン・ソングチャートで初登場2位を記録し、ラテン・デジタル・ソングチャートとラテン・ストリーミング・ソングチャートで1位を獲得した。 「China」はローリングストーン誌が同年発表したベスト・ラテン・ミュージック・ビデオのリストに選出された。 
米ラッパー、ニッキー・ミナージュとのコラボ曲「Tusa」は、アメリカレコード協会から21xラテンプラチナ認定を受け、 2019年11月23日にビルボード・ホット・ラテン・ソングチャートで1位となり、25週もの間チャートインを記録した。 

2020年4月、カロルGは新型コロナウイルスパンデミックによる自粛期間中にアヌエルAAとレコーディングしたシングル「Follow」をリリース。また、ジョナス・ブラザーズのドキュメンタリー映画『ハピネス・コンティニューズ』のエンディングテーマ曲に起用された楽曲「X」で彼らとのコラボレーションを果たす。 

## ディスコグラフィー
アルバム
- 『Unstoppable』（2017）
- 『Ocean』（2019）